# Via Flaminia
La Via Flaminia è una via consolare romana che collega Roma a Rimini, passando per l'Umbria e per le Marche. Oggi, nel tratto tra Roma e Fano, è classificata come strada statale 3 Via Flaminia.

## Storia
Nell'anno 220 a.C. il censore Gaio Flaminio Nepote diede inizio alla costruzione di una via consolare che collegasse Roma con l'Italia settentrionale, unificando e risistemando vari tratti preesistenti nei territori di Veio, Capena e Falerii (Civita Castellana). La costruzione fu ultimata nel 219 a.C..
La strada fu restaurata ed ampliata durante il governo degli imperatori Augusto, Vespasiano, Adriano. Svetonio racconta infatti che Augusto:
(Svetonio, Augustus, 30.)
È stata la prima, e per molti secoli l'unica, strada terrestre di collegamento tra Roma e il nord Italia. Da Rimini continuava verso Milano come Via Emilia; da Milano le strade si diramavano verso le altre località europee.
Fra il 1906 e il 1932 numerosi tratti di strada ospitarono i binari della tranvia Roma-Civita Castellana, gestita dalla Società Romana per le Ferrovie del Nord (SRFN).

### Tratto laziale ed umbro
Roma - Narni
La strada iniziava il suo itinerario dalle Mura Serviane assieme alla Via Cassia attraverso la Porta Fontinalis che si trovava nei pressi del Campidoglio e poi proseguiva verso Ponte Milvio. Con la costruzione delle Mura aureliane la via consolare diede nome alla Porta Flaminia, poi Porta del Popolo. Il tratto urbano prese quindi il nome di Via Lata prima e Via del Corso ancora oggi.
Da Ponte Milvio la Flaminia risaliva la valle del Tevere, passava per Faleri Veteres (Civita Castellana), entrava in Umbria a Ocriculum (Otricoli) e quindi raggiungeva Narnia (Narni).
Flaminia vetus
Da Narni partivano due ramificazioni; una, che secondo la maggioranza degli storici è il percorso più antico ed è detta perciò via Flaminia vetus, piegava verso nord-ovest passando sopra al Ponte di Augusto, di notevole interesse tecnico, poi per Casventum (San Gemini), Carsulae, Vicus ad Martis (Massa Martana) e attraverso Mevania (Bevagna) raggiungeva Forum Flaminii (San Giovanni Profiamma) a nord-est di Fulginium, chiamato così dal nome della via Flaminia stessa.
Flaminia nova
L'altro ramo, la via Flaminia nova, partiva da Narni, giungeva a Interamna Nahars (Terni) e, attraverso Spoletium (Spoleto) e Fulginium (Foligno), si ricongiungeva, a Forum Flaminii, con il tracciato della Flaminia vetus.
San Giovanni Profiamma - Scheggia
Passato Forum Flaminii e attraversato il Ponte Centesimo (così chiamato perché a 100 miglia da Roma), raggiungeva Nuceria Camellaria (Nocera Umbra), da cui partiva una variante, sempre diretta verso l'Adriatico. Il ramo principale proseguiva invece per Tadinum (Gualdo Tadino), Helvillum (Fossato di Vico) per giungere infine ad Ensem (Scheggia).

### Tratto marchigiano e romagnolo
Ramo principale
Il ramo principale della Flaminia attraversava gli Appennini grazie al passo della Scheggia (m. 632) e seguendo la valle del Burano giungeva a Luceolis (Cantiano), al vicus Cale (Cagli), e alla mutatio ad Intercisa Saxa, posta poco prima della galleria romana del Furlo (forulum), scavata nella Gola del Furlo, tuttora esistente e di notevole interesse dal punto di vista tecnico; fu fatta scavare nel 76 d.C. dall'imperatore Vespasiano.
Dopo la gola del Furlo discendeva lungo la valle del Metauro passando per Forum Sempronii (Fossombrone), la mutatio ad Octavo (presso Calcinelli) per raggiungere infine la costa adriatica a Fanum Fortunae (Fano).
Da Fano proseguiva per Pisaurum (l'odierna Pesaro); nel 187 a.C. fu prolungata fino ad Ariminum (Rimini), dove terminava il suo corso presso l'Arco d'Augusto.
Variante meridionale
La Flaminia giungeva all'Adriatico anche con una variante più meridionale, che partiva in Umbria da Nuceria Camellaria (Nocera Umbra), seguiva il confine tra Umbria e Picenum e, passando per Septempeda (San Severino Marche) e Auximum (Osimo), raggiungeva l'Adriatico ad Ancona. Da questo porto si diramava verso nord per ricongiungersi al ramo principale a Fano, oppure proseguiva verso sud. Questo tratto è oggi percorso dalla Strada Septempedana.

## Galleria d'immagini

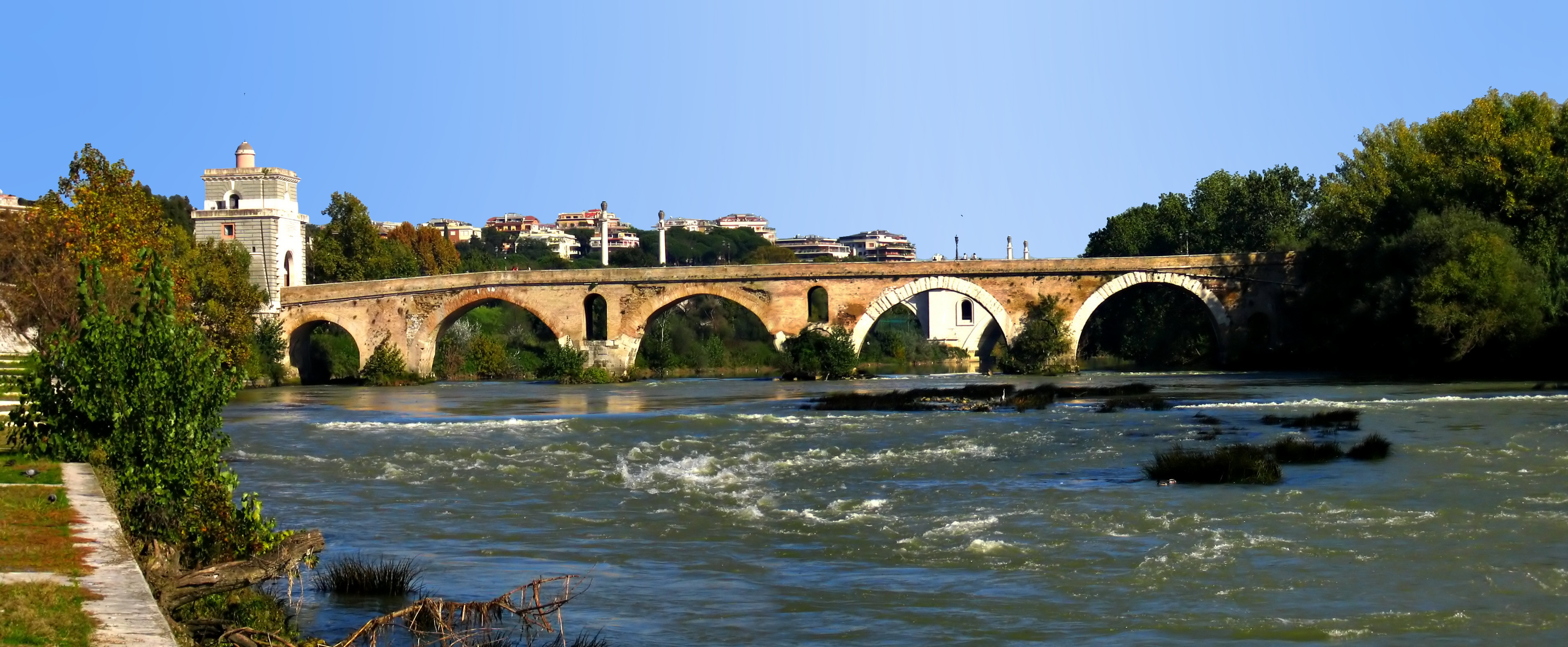
L'attraversamento del Tevere sul Ponte Milvio.
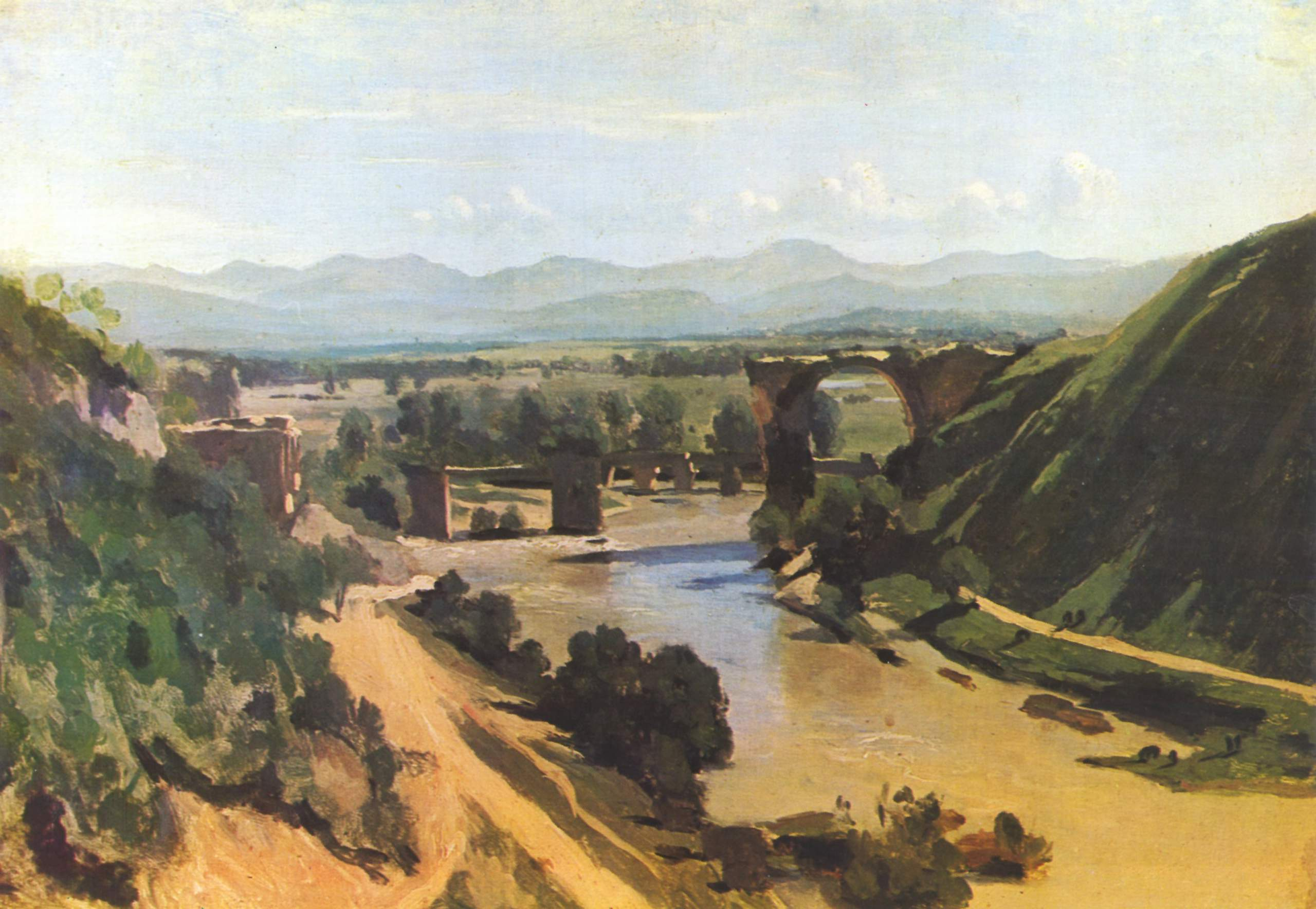
Il ponte di Narni verso Stifone (Corot, 1826).
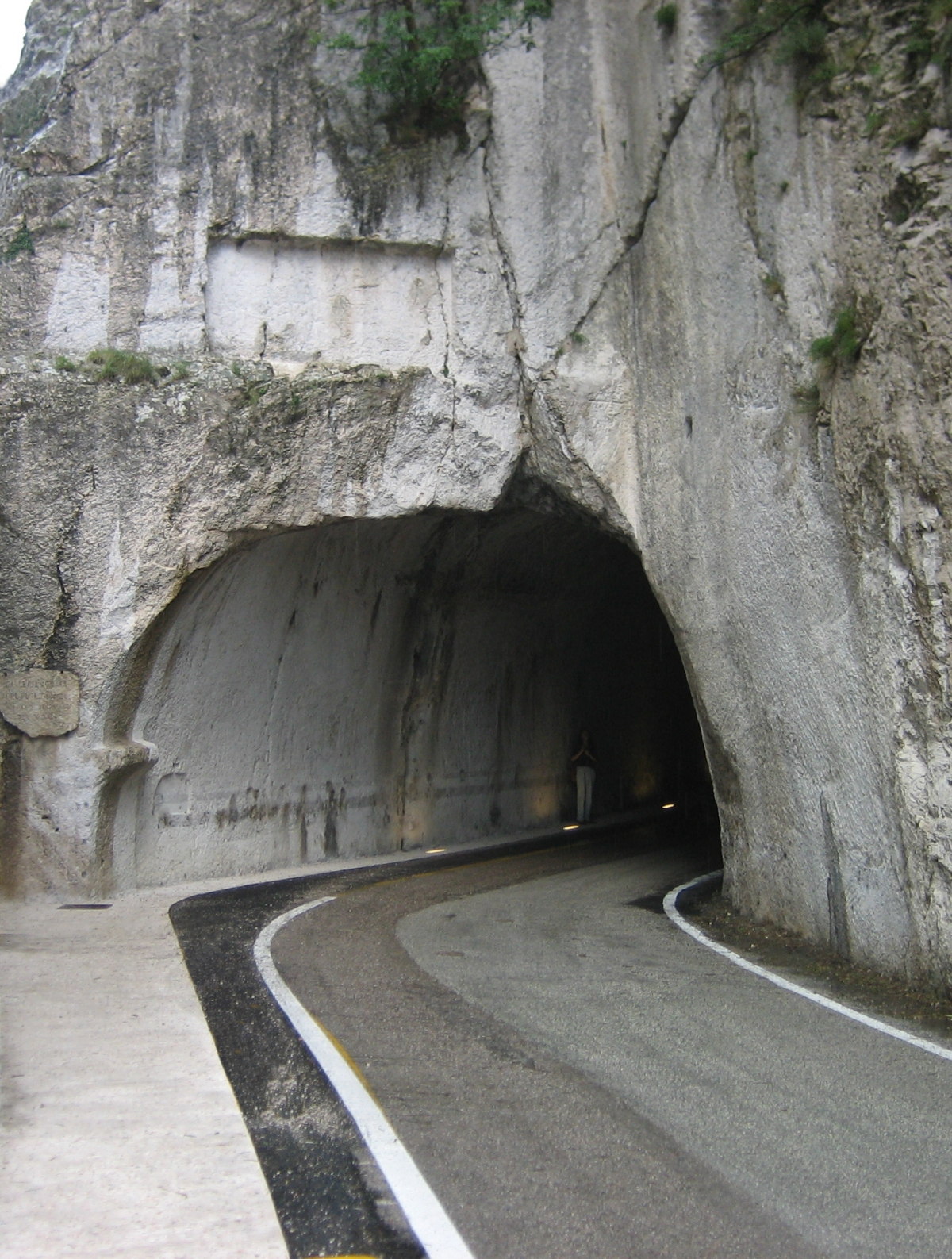
La galleria romana del Furlo, 76 d.C.
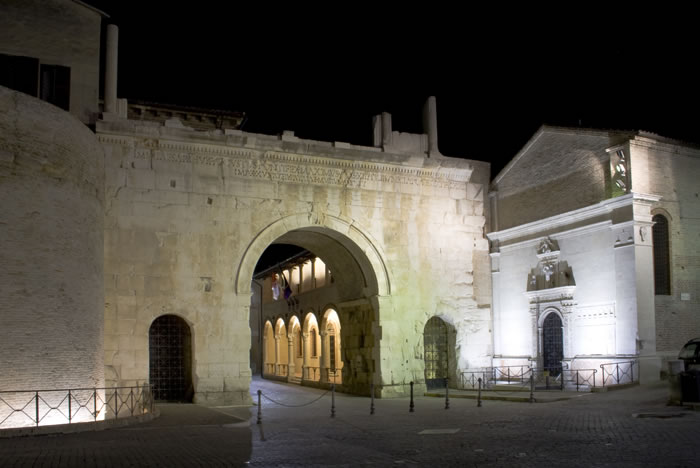
l'Arco d'Augusto di Fano, 9 d.C.
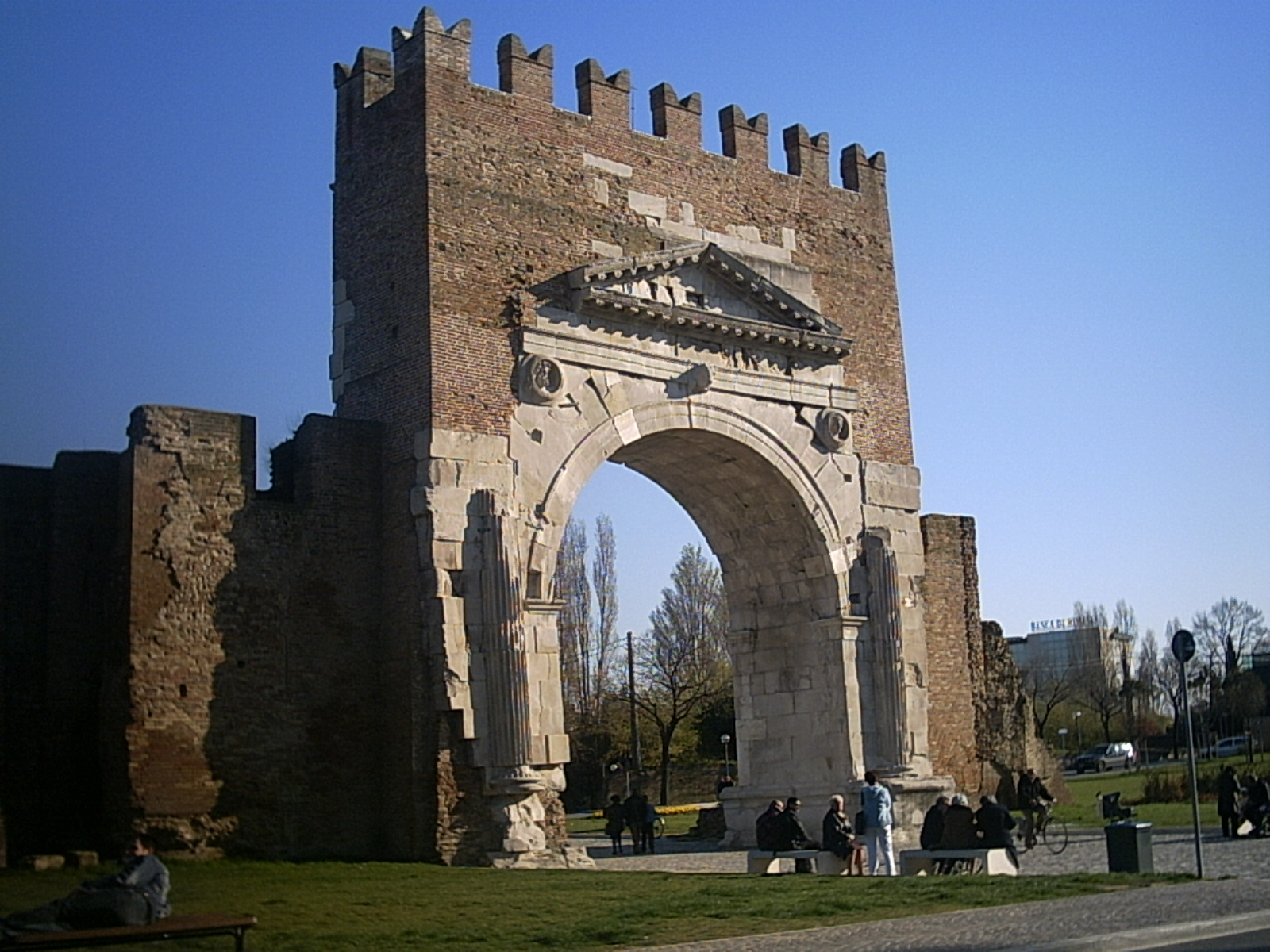
l'Arco d'Augusto di Rimini, 27 a.C.